# ФК Тампере Юнайтед
„Тампере Юнайтед“ по известни като лидерите. (на фински: Tampere и на английски: United) е бивш футболен отбор от гр. Тампере, Финландия.

## Български футболисти
- Страти Илиев: 1999 - (9 мача - 7 гола)